# Fechheim
Fechheim ist ein Stadtteil der oberfränkischen Stadt Neustadt bei Coburg im Landkreis Coburg.

## Geographie
Das langgezogene Straßendorf liegt etwa sieben Kilometer südlich von Neustadt am Fuße des Fechheimer Berges an der Staatsstraße 2206, die Fürth am Berg und Rödental verbindet. Der kleine Bach Fechen fließt südlich am Dorf vorbei.

## Geschichte
Fechheim dürfte im 8. Jahrhundert entstanden sein, als die zweite Urgemeinde im Coburger Land gegründet wurde. Der erste Patron der Kirche war der Frankenapostel Kilian.
Die erste urkundliche Erwähnung des Ortes im Jahre 1162 befindet sich in einem Spruchbrief des Bamberger Bischofs Eberhard über die Rückforderung eines Waldes, dessen südliche Grenze der Weg von „Vechene“ (Fechenheim) nach „Muggiburg“ (Mupperg) bildete, durch das Kloster Banz von Hermann Graf von „Wolveswach“ (Wohlsbach).
Der Ortsname Vechen (Fachen) wird von facha abgeleitet, was wohl Platz mit einem Fach bedeutet. Das weist auf eine umzäunte Stelle, eine Gerichtsstätte, hin, die Fechheim als Sitz eines Centgerichtes hatte. Das Centgericht kam Anfang des 14. Jahrhunderts nach Neustadt.
Die Einwohner Fechheims lebten von der Landwirtschaft und kleinen Handwerksbetrieben. Bei allen Höfen und Ländereien handelte es sich um vererbliche Lehen. Die Lehenschaften waren unterschiedlich. Dem herzoglichen Amt Coburg gehörten mehrere Güter. Lehensherren waren außerdem die Herren der Rittergüter in Bertelsdorf, Birkig, Heldritt und Einberg.
Bei Ausbruch des  Dreißigjährigen Krieges im Jahre 1618 hatte der Ort zwölf Häuser, von denen 1638 noch vier bewohnt waren. Einen Viehbestand, im Jahr 1630 waren es noch 25 Rinder, 300 Schafe und 35 Schweine, gab es 1638 nicht mehr.
Aufgrund einer Verordnung des Staatsministeriums vom 24. September 1872 gründeten 48 Männer des Ortes am 2. November 1874 die Freiwillige Feuerwehr Fechheim. 2011 hatte sie 31 aktive Wehrmänner. Der Fechheimer Spar- und Darlehensverein wurde um 1880 gegründet. Daraus entwickelte sich die örtliche Raiffeisenbank, die nach mehreren Verschmelzungen im 20. Jahrhundert in der VR-Bank Coburg aufgegangen ist.
Im Ersten Weltkrieg verloren vierzehn Fechheimer ihr Leben.
Als 1918 mit dem Ende des Ersten Weltkrieges und der Novemberrevolution die Monarchie in Deutschland abgeschafft wurde, galt das auch für das Herzogtum Sachsen-Coburg und Gotha, dem Fechheim angehörte. Zunächst wurde der Ort Teil des Freistaates Coburg. Da dieser aber für sich zu klein war, stand eine Entscheidung bezüglich des Anschlusses an Bayern oder an Thüringen an. In einer Volksbefragung am 30. November 1919 stimmten acht Fechheimer Bürger für den Beitritt des Freistaates Coburg zum thüringischen Staat und 30 dagegen. Somit gehörte ab dem 1. Juli 1920 auch Fechheim zum Freistaat Bayern. Der Neustadter Industrielle und Politiker Max Oscar Arnold hatte sich tatkräftig für diesen Anschluss eingesetzt.
Anfang der 1920er Jahre wurde der Ort an das Stromnetz angeschlossen. Eine Buslinie wurde eingerichtet, die von Coburg über Fechheim nach Fürth am Berg führte und bis 1938 bestand. Wasserleitungen von zwei Hochbehältern am Fechheimer Berg aus wurden 1937 gelegt.

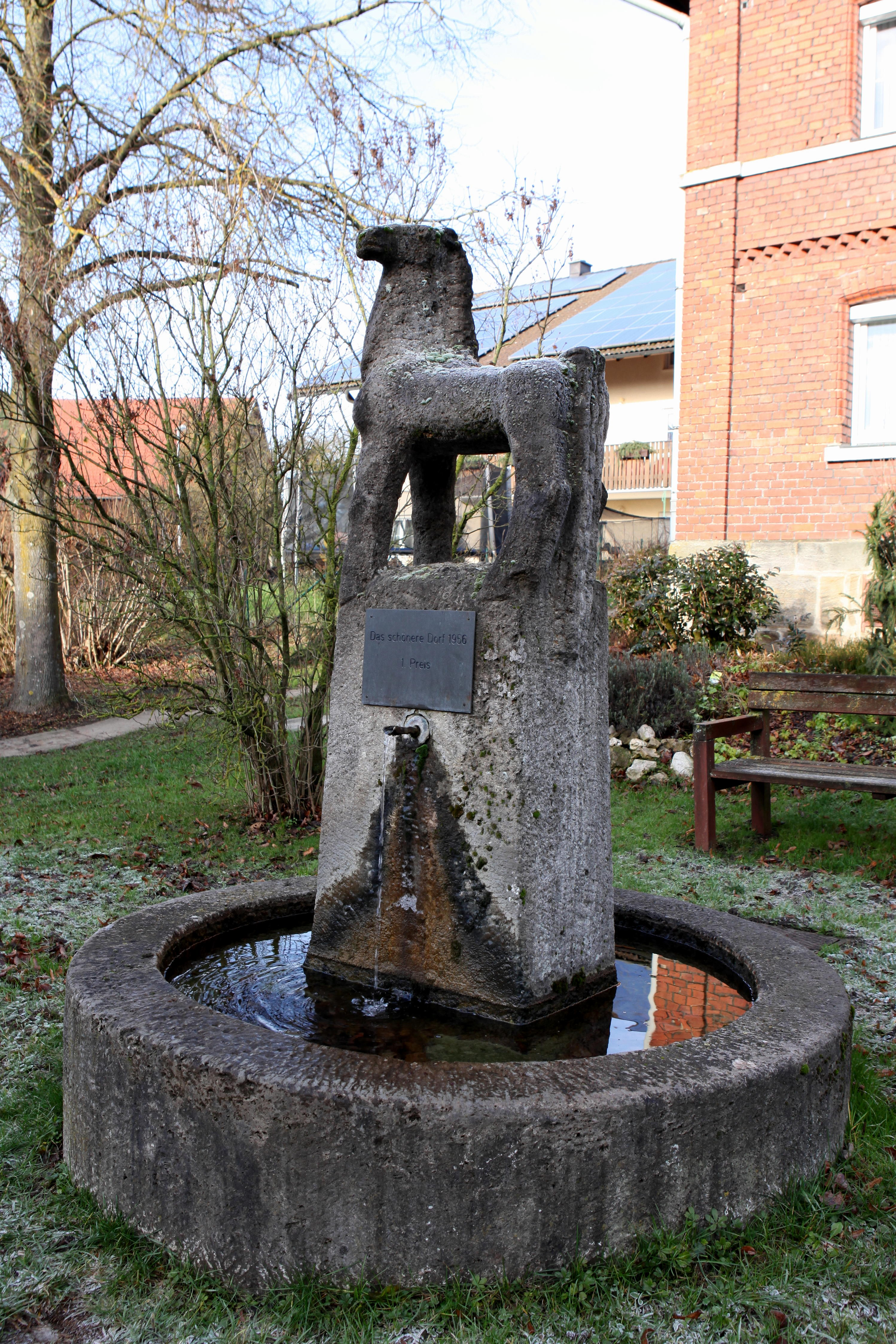
Brunnen von Hans Rucker in Fechheim

Im Zweiten Weltkrieg gab es keine Gebäudeschäden. Am 12. April 1945 erreichten Verbände der 3. US-Armee das Dorf. Im Zweiten Weltkrieg verloren zwölf Fechheimer ihr Leben. Ein Denkmal für die 149 Gefallenen des Fechheimer Kirchspiels beider Weltkriege steht vor der Michaeliskirche. Insbesondere durch sudetendeutsche Flüchtlinge wuchs die Einwohnerzahl Ende des Jahres 1946 auf über 500. 1956 gewann Fechheim den Wettbewerb „Das Schönere Dorf“ im Landkreis Coburg. Der erste Preis, ein Brunnen mit einem Pferd als Brunnenfigur wurde von Hans Rucker gestaltet und erinnert seit 1958 an das Ereignis.
1971 endete nach Jahrhunderten der Schulunterricht in der Fechheimer Schule, die auch Kinder aus den Nachbarorten Aicha, Mittel-, Ober- und Unterwasungen sowie Horb besucht hatten. Das erste Schulhaus war 1698 errichtet worden. Ein Neubau wurde 1860 eingeweiht. 1875/76 wurde das Gebäude unter anderem mit einer zweiten Lehrerwohnung und einem Stallraum erweitert.
Am 1. Januar 1971 schloss sich Fechheim mit den Gemeinden Aicha, Fürth am Berg, Mittelwasungen, Plesten und Unterwasungen zur Gemeinde Wasung zusammen. Am 1. Januar 1976 wurde Wasung aufgelöst und Fechheim in die Stadt Neustadt bei Coburg eingegliedert.

## Einwohnerentwicklung
| Jahr | Einwohnerzahl |
| ---- | ------------- |
| 1867 | 243           |
| 1875 | 255           |
| 1895 | 238           |
| 1905 | 194           |
| 1939 | 158           |
| 1950 | 288           |
| 1961 | 195           |
| 2012 | 145           |
| 2020 | 151           |

## Kirche
Wahrzeichen von Fechheim ist die evangelisch-lutherische Michaelskirche mit ihrem 48 Meter hohen Kirchturm, dessen Kern auf den Beginn des 13. Jahrhunderts datiert wird und dessen Spitze mit den vier Türmchen 1601 errichtet wurde. Das Kirchenschiff des rechteckigen Saalbaus wurde 1702–1704 erbaut. Seitdem wird das Gotteshaus Michaeliskirche genannt. Deckenfresken, 86 bemalte Brüstungsfelder der Emporen und eine prächtig gestaltete Barockkanzel schmücken unter anderem das Kirchenschiff.

## Sohn des Ortes
Der bekannteste Sohn Fechheims ist der Theologe, Komponist und Pianist Johann Paul Schulthesius (1748–1816), dessen Vater Johann Nicolaus Lehrer und Organist in Fechheim war.